# Ministère du Développement et de la Coopération internationale
Le ministère du Développement et de la Coopération internationale est un ministère tunisien créé dans le gouvernement Ali Larayedh formé en mars 2013. Il regroupe alors le ministère du Développement régional et de la Planification et celui de l'Investissement et de la Coopération internationale.
Depuis le gouvernement Essid, il est appelé ministère du Développement, de l'Investissement et de la Coopération internationale, dénomination toujours effective dans le gouvernement Fakhfakh.

## Établissements rattachés
- Institut national de la statistique
- Institut d’économie quantitative Ali Bach Hamba
- Commissariat général au développement régional
- Office de développement du Sud
- Office de développement du Centre-Ouest
- Office de développement du Nord-Ouest
- Agence tunisienne de coopération technique
- Agence de promotion de l’investissement extérieur

## Ministre
Le ministre du Développement, de l'Investissement et de la Coopération Internationale est nommé par le président de la République tunisienne sur proposition du chef du gouvernement. Il dirige le ministère et participe au Conseil des ministres.
Le dernier ministre en titre est Selim Azzabi, titulaire du portefeuille dans le gouvernement Fakhfakh, du 27 février 2020 au 2 septembre 2020.

## Liste des ministres
| Image | Nom                       | Parti        |  | Gouvernement                | Début du mandat   | Fin du mandat     |
| --- | ------------------------- | ------------ |  | --------------------------- | ----------------- | ----------------- |
| Entre 2011 et 2013, il y avait deux ministères : le ministère du Développement régional et de la Planification et le ministère de l'Investissement et de la Coopération internationale, qui se sont ensuite regroupés. |                           |              |  |                             |                   |                   |
| | Lamine Doghri             | Indépendant  |  | Gouvernement Ali Larayedh   | 13 mars 2013      | 29 janvier 2014   |
| | Yassine Brahim            | Afek Tounes  |  | Gouvernement Habib Essid    | 6 février 2015    | 27 août 2016      |
| | Fadhel Abdelkefi          | Indépendant  |  | Gouvernement Youssef Chahed | 27 août 2016      | 12 septembre 2017 |
| | Zied Ladhari              | Ennahdha     |  | Gouvernement Youssef Chahed | 12 septembre 2017 | 8 novembre 2019   |
| | Ridha Chalghoum (intérim) | Nidaa Tounes |  | Gouvernement Youssef Chahed | 8 novembre 2019   | 27 février 2020   |
| | Selim Azzabi              | Tahya Tounes |  | Gouvernement Elyes Fakhfakh | 27 février 2020   | 2 septembre 2020  |

## Liste des secrétaires d'État
- 2013-2014 : Noureddine Kaâbi
- 2014-2015 : Noureddine Zekri
- 2015-2016 : Lamia Zribi et Amel Azzouz